# 田中聡 (ライター)
田中 聡（たなか さとし、1962年〈昭和37年〉 - ）は、日本のフリーライター。
富山県生まれ。富山大学人文学部（文化構造論コース）卒業。同大学専攻科修了。1年半の会社員生活を経て、フリーランスライターとなる。明治大学情報コミュニケーション学部にて非常勤講師として「身体コミュニケーション」を担当した。

## 著作

### 単著
- 怪異東京戸板がえし : 華やかな街の裏にひそむ妖怪たち　田中聡 著 評伝社 1989
- ハラノムシ、笑う : 衛生思想の図像学 田中聡 著 河出書房新社 1991 のちちくま文庫
- なぜ太鼓腹は嫌われるようになったのか? : <気>と健康法の図像学 田中聡 著 河出書房新社 1993
- 衛生展覧会の欲望 田中聡 著 青弓社 1994
- 正露丸のラッパ : クスリの国の図像学 田中聡 著 河出書房新社 1994
- 「超人」へのレッスン : 「五感の危機」を超えて 田中聡 著 中央公論社 1996 のち『匠の技 : 五感の世界を訊く』として徳間文庫
- 健康法と癒しの社会史 田中聡 著 青弓社 1996
- 怪物科学者の時代 田中聡 著 晶文社 1998
- 伝説探訪東京妖怪地図 荒俣宏 監修,田中聡 著 祥伝社 1999 (祥伝社文庫)
- ニッポン秘境館の謎 田中聡 著 晶文社 1999
- 名所探訪・地図から消えた東京遺産 田中聡 著 祥伝社 1999 (祥伝社文庫)
- 地図から消えた東京遺産 : 人物探訪 田中聡 著 祥伝社 2000 (祥伝社黄金文庫)
- ことば日本史 田中聡 著 幻冬舎 2002
- 妖怪と怨霊の日本史 田中聡 著 集英社 2002 (集英社新書)
- 不安定だから強い : 武術家・甲野善紀の世界 田中聡 著 晶文社 2003
- 元祖探訪東京ことはじめ : 文明開化は銀座のあんぱんから始まった 田中聡 著 祥伝社 2003 (祥伝社黄金文庫)
- 江戸の妖怪事件簿 田中聡 著 集英社 2007 (集英社新書)
- 美しき天然 : 嘉仁皇太子の修学旅行 田中聡 著 バジリコ 2009
- 東京花もうで寺社めぐり 田中聡 著 祥伝社 2010 (祥伝社黄金文庫 ; Gた2-5)
- 陰謀論の正体! 田中聡 著 幻冬舎 2014 (幻冬舎新書 ; た-17-1)
- 電気は誰のものか : 電気の事件史 田中聡 著 晶文社 2015

### 共著
- 身体から革命を起こす 甲野善紀, 田中聡 著 新潮社 2005
- 技アリの身体になる : 武術ひとり練習帳 田中聡, 中島章夫 著 バジリコ 2006
- 身体から革命を起こす 甲野善紀, 田中聡 著 新潮社 2007 (新潮文庫)